# Godelleta
Godelleta (en valencien et en castillan) est une commune d'Espagne de la province de Valence dans la Communauté valencienne. Elle est située dans la comarque de la Hoya de Buñol et dans la zone à prédominance linguistique castillane.

## Géographie

Localisation de Godelleta
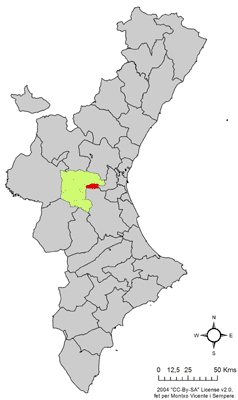
dans la Communauté valencienne.
dans la comarque de la Hoya de Buñol.

### Localités limitrophes
Le territoire communal de Godelleta est voisin de celui des communes suivantes :
Alborache, Buñol, Chiva, Torrent et Turís, toutes situées dans la province de Valence.

## Démographie
| 1990  | 1992  | 1994  | 1996  | 1998  | 2000  | 2002  | 2004  | 2005  | 2007  |
| ----- | ----- | ----- | ----- | ----- | ----- | ----- | ----- | ----- | ----- |
| 1 975 | 1 972 | 2 030 | 2 095 | 2 144 | 2 242 | 2 342 | 2 597 | 2 728 | 3 038 |

### Sources
- (es) Cet article est partiellement ou en totalité issu de l’article de Wikipédia en espagnol intitulé « Godelleta » (voir la liste des auteurs).